# Gustavo Ferrareis
Gustavo Henrique Ferrareis, mais conhecido como Gustavo Ferrareis (Lençóis Paulista, 2 de janeiro de 1996), é um futebolista brasileiro que atua como lateral-direito e ponta-direita. Atualmente, joga pelo Puebla.

## Carreira

### Início
Ferrareis foi criado na base do Internacional de 2007. Chegou a atuar como volante, aos 15 anos, mas acabou adiantado para a linha de meias devido à qualidade de seu passe. Teve sua primeira oportunidade no profissional dia 29 de novembro de 2014, substituindo o atacante Taiberson no segundo tempo em uma vitória por 3–1 contra o Palmeiras. Após atuar em apenas 2 jogos, voltou para a base em grande estilo, marcando logo 2 gols na sua reestreia.
Ferrareis foi definitivamente promovido ao plantel principal para a temporada de 2016, e marcou seu primeiro gol em 8 de maio daquele ano, em um triunfo de 3–0 no Campeonato Gaúcho sobre o Juventude. Renovou com o Inter até 2020. Acabou terminando o ano com três gols em 33 jogos no campeonato, já que sua equipe foi rebaixada pela primeira vez.

### Bahia
No começo do mês de junho de 2017, o Bahia acerta com o jogador por empréstimo até o final do ano.

### Figueirense
Em 2018, o Figueirense acertou com o jogador por empréstimo, onde foi envolvido junto com o zagueiro Eduardo, a transferência do lateral Dudu para o Internacional. Desde que chegou no Figueirense, Ferrareis vem se destacando, não só pelos gols, mas também pela agilidade no meio-campo. Foi coroado com a bola de prata de melhor meio campo do Campeonato Catarinense de 2018.

### Botafogo
Em dezembro de 2018, assina por empréstimo com o Botafogo, com vínculo até o final de 2019.

## Títulos
Internacional
- Campeonato Gaúcho: 2016

Figueirense
- Campeonato Catarinense: 2018

### Prêmios individuais
- Bola de Prata de Melhor Meio Campo do Campeonato Catarinense: 2018